# Comuna Skrîțke, Nemîriv
Skrîțke (în ucraineană Скрицьке) este o comună în raionul Nemîriv, regiunea Vinnița, Ucraina, formată din satele Skrîțke (reședința) și Șura.

## Demografie
Componența lingvistică a satului Skrîțke
     Ucraineană (97,6%)
     Rusă (2,1%)
     Alte limbi (0,3%)
Conform recensământului din 2001, majoritatea populației satului Skrîțke era vorbitoare de ucraineană (97,6%), existând în minoritate și vorbitori de rusă (2,1%).